# Simon Wells
Vous lisez un « bon article » labellisé en 2015.
Simon Wells, né en 1961 à Cambridge, est un réalisateur, scénariste et animateur britannique.
Attiré par le dessin, il désire devenir illustrateur. Toutefois, lors de ses études, ses professeurs lui conseillent de continuer dans l'animation. D'abord embauché par l'animateur Richard Williams, il a l'occasion de travailler sur le film Qui veut la peau de Roger Rabbit.
Remarqué, il intègre le studio Amblimation et réalise l'ensemble des films de cette branche d'Amblin Entertainment, dont une production tout seul. Il est connu pour avoir réalisé Balto, qui sera un terrible échec commercial. À la fermeture du studio, il est transféré à DreamWorks Animation, filiale de la nouvelle société DreamWorks SKG, et réalise, avec Brenda Chapman et Steve Hickner, Le Prince d'Égypte, qui est un succès. Il réalise également son unique film avec acteurs, La Machine à explorer le temps, adaptation du roman de son arrière-grand-père H. G. Wells.
Ensuite, Wells travaille dans l'ombre de diverses productions de DreamWorks au scénario, à l'animation ou encore comme consultant. Il retourne derrière la caméra, cette fois-ci pour Disney, avec Milo sur Mars, film dont il a écrit le scénario avec son épouse, Wendy. Toutefois, le film reçoit un accueil assez négatif de la critique ainsi que du public, et entraîne la perte de près de 110 millions de dollars ainsi que la fermeture d'Imagemovers Digital, la société de Robert Zemeckis, qui renaît néanmoins quelques mois plus tard.
Après cet échec, il revient à DreamWorks où il continue d'apporter son expérience à la production de longs métrages.

## Biographie

### Enfance et études
Simon Wells voit le jour en 1961 à Cambridge, où ses parents enseignent à l'université,. Son père, Martin Wells, est un spécialiste en zoologie, considéré comme « [l']un des plus grands experts sur les céphalopodes dans le monde », et le petit-fils du célèbre écrivain H. G. Wells. Simon est donc l'arrière petit-fils de l'auteur,. Il passe toute son enfance en Angleterre et commence à lire les œuvres de son arrière-grand-père à l'adolescence.
Il étudie à la Perse School ainsi qu'à la City of Leicester Polytechnic dans les années 1980, suivant des cours en conception audiovisuelle,. L'un de ses professeurs, John Grace, le définit comme « un étudiant brillant[,] un musicien très compétent, un écrivain [ainsi qu'un] très bon dessinateur. » Désirant devenir illustrateur, ses professeurs lui conseillent, à la vue de ses travaux, de se tourner vers l'animation.

### Débuts dans l'animation
Sorti diplômé de ses études, il fait de multiples allers-retours entre l'Angleterre et les États-Unis. Ensuite, Wells commence à travailler sous les ordres de l'animateur Richard Williams au sein de son studio, notamment sur les animations de spots publicitaires. Plus tard, il fait ses débuts comme réalisateur, occupant cette fonction pour de nombreux travaux et productions du studio.
Wells est approché pour être le superviseur de l'animation du film Qui veut la peau de Roger Rabbit. Chuck Jones, travaillant comme conseiller sur le film, propose de faire appel à Richard Williams pour l'animation de certaines séquences. Le réalisateur, Robert Zemeckis, Williams ainsi que Wells dessinent les gags de la scène de la cuisine, au début du film, en une journée seulement. Wells n'hésite pas à apporter une relecture à certains éléments du scénario ainsi qu'à son développement. À partir de ce film, il noue une relation amicale et professionnelle forte avec Zemeckis qui le fait travailler sur les storyboards et designs des deux suites de Retour vers le futur.

### Amblimationet premiers longs-métrages (1989-1995)

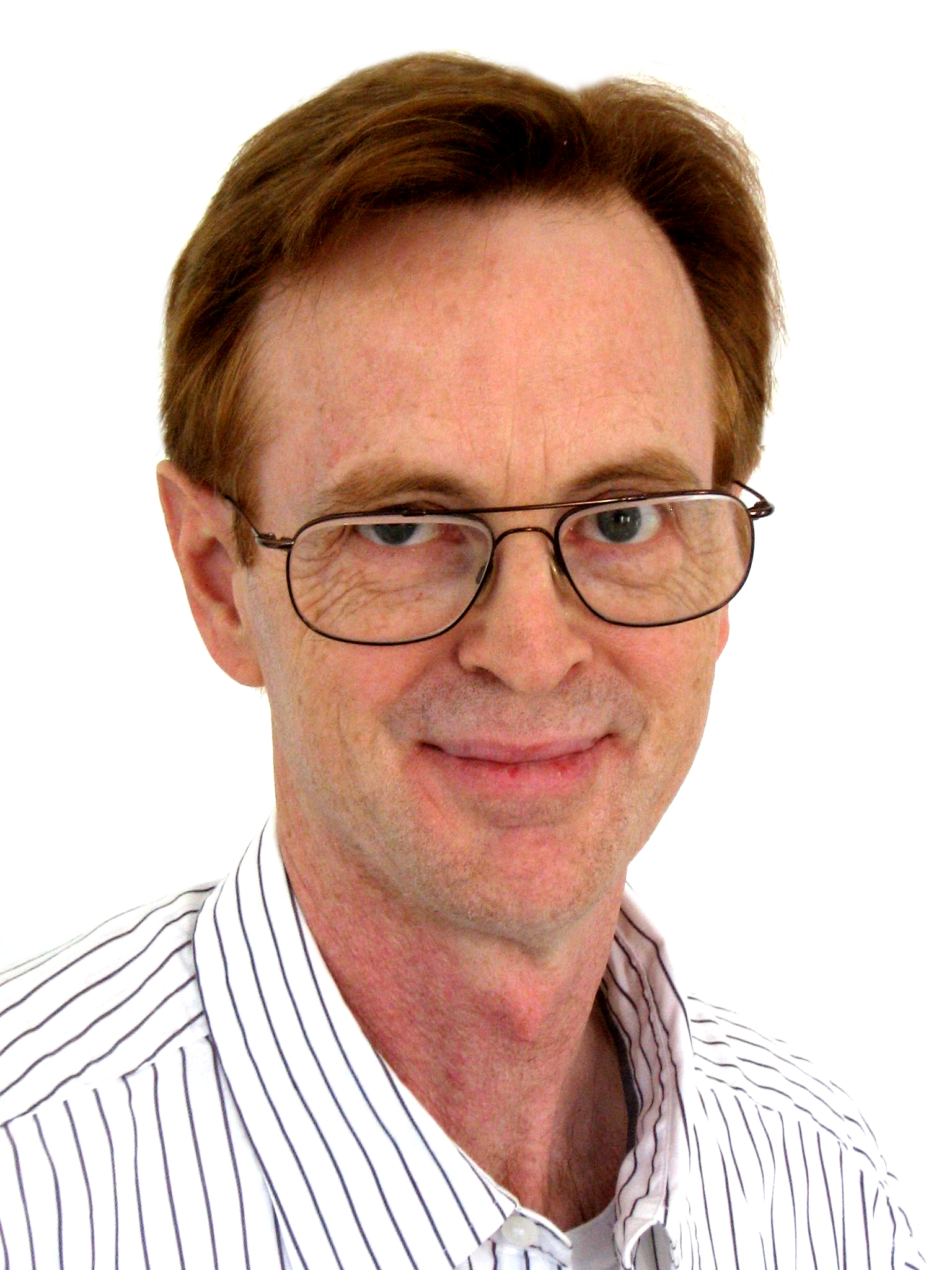
Simon Wells réalise ses deux premiers films notamment avec Phil Nibbelink (ici en 2009).

À la fermeture des studios de Richard Williams, Simon Wells rejoint Amblimation, filiale d'Amblin Entertainment basée à Londres consacrée aux films d'animation, notamment grâce au succès de Qui veut la peau de Roger Rabbit ?,. Ses travaux lors de ce film lui permettent d'être promu au statut de réalisateur attitré du studio. Steven Spielberg propose à Wells et Phil Nibbelink la réalisation du premier long-métrage d'Amblimation, Fievel au Far West, suite de Fievel et le Nouveau Monde, ce qu'ils acceptent. Nibbelink avait également travaillé sous les ordres de Williams pour l'animation de Roger Rabbit. Au départ, le réalisateur du premier film, Don Bluth, est appelé pour réaliser cette suite. Toutefois, des différends entre Spielberg et Bluth entraînent le départ de ce dernier. La production commence en mai 1989 avec deux cent cinquante personnes travaillant sur ce projet. Dans le même temps, le projet des Quatre Dinosaures et le Cirque magique entre en phase de développement et Wells est nommé réalisateur, toujours avec Phil Nibbelink, mais également avec Dick et Ralph Zondag.
Fievel au Far West suit toujours les aventures de Fievel Souriskewitz (Fievel Mousekewitz dans la version originale) et de sa famille qui doivent quitter New York, traqués par les chats de la ville, pour l'Ouest américain. Le film est accueilli de manière mitigée. Le critique Roger Ebert donne une note de 2,5/4 au film : selon lui, si les enfants y trouveront leur compte, les parents ne prendront pas autant de plaisir que devant Fievel et le Nouveau Monde. L'ambiance du film est moins sombre que son prédécesseur et le suspense est beaucoup moins présent, à contrario de l'humour, comme le souligne un journaliste du Entertainment Weekly. Jerry Beck, journaliste et historien spécialisé dans l'animation, pense également que l'humour cartoonesque et l'animation sont assez proches de ce qui a été fait dans Roger Rabbit. Ce premier film d'animation de Simon Wells ne récolte que vingt-deux millions de dollars aux États-Unis et près de quarante millions en tout. Ces résultats décevants entraînent la fin de Fievel sur grand écran.
En parallèle, la production des Quatre dinosaures, deuxième film d'Amblimation, continue. C'est le premier film d'animation destiné au cinéma à utiliser la colorisation par ordinateur. Plus de quatre ans après le début de la production, cette deuxième réalisation de Simon Wells sort le 24 novembre 1993 aux États-Unis. L'histoire est celle d'un groupe de dinosaures, envoyés à New York par un scientifique, devant faire face à de multiples dangers au sein de la grande ville américaine. Le film est jugé de manière globalement décevante par la critique cinématographique. Daniel M. Kimmel, de Variety, définit le film comme « un Jurassic Park pour enfants. » Si le journaliste reconnaît des erreurs en ce qui concerne la narration, il trouve que le concept du film, à savoir des dinosaures qui deviennent inoffensifs et amis avec des enfants, marche plutôt bien. De son côté, Desson Thompson, du Washington Post loue l'animation vivante et la durée adéquate du film. Par contre, Roger Ebert n'est pas du tout convaincu et juge cette production en retard par rapport aux standards en matière de longs métrages d'animation. Todd Camp, du Baltimore Sun, fait un constat plus global ; pour lui, cette dernière production montre qu'Amblimation n'évolue pas depuis ses débuts et que les productions animées de Steven Spielberg partagent les mêmes défauts. Les Quatre Dinosaures et le Cirque magique est également un échec commercial, ne récoltant qu'un peu plus de neuf millions de dollars au box-office américain.

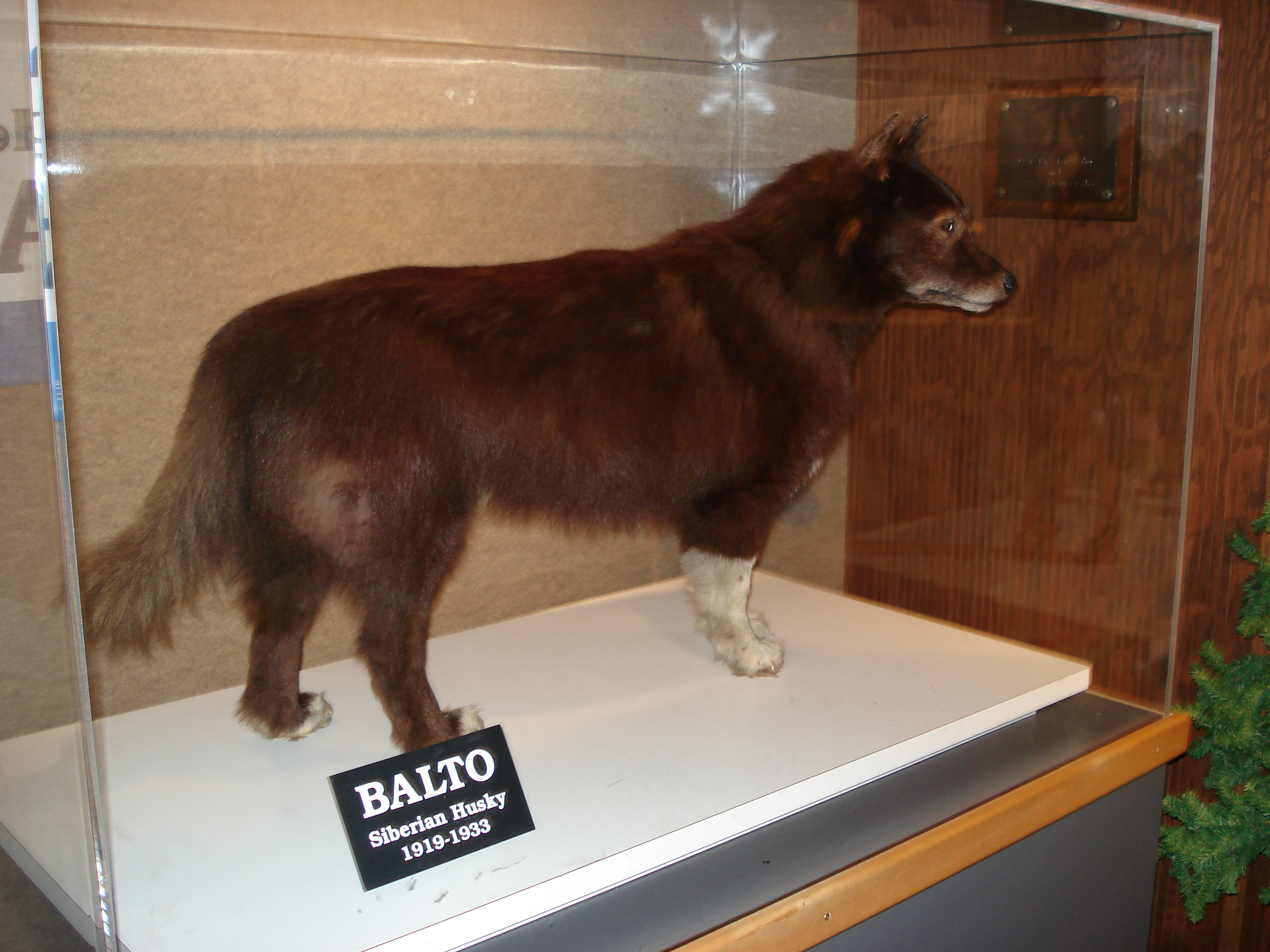
La première réalisation individuelle de Simon Wells est une adaptation de l'histoire de Balto.

Wells reçoit, un jour, un script qui est une adaptation de la course au sérum de 1925 et de l'histoire de Balto. Ce husky sibérien est célèbre par son statut de chien de tête du dernier traîneau ramenant une caisse de sérum anti-diphtérique au village de Nome, en Alaska, durement touché par une épidémie en 1925. Bien qu'il ait déjà vu la statue de Balto à Central Park, le réalisateur ne connaît pas cette histoire avant la lecture du scénario. Il est intéressé pour l'adapter et ainsi « faire cette histoire dramatique et héroïque, avec [Balto]. » Il propose l'idée à Steven Spielberg de lancer la production, mettant en avant que c'est « une histoire vraie où des vies d'enfants sont sauvées ». Le célèbre producteur accepte. Wells réalise ainsi son premier film de manière individuelle. Les équipes du film et le réalisateur étudient le paysage de l'Alaska, sa faune et visionnent des images de l'Iditarod, une course de chiens de traîneaux reprenant le même chemin que le relais de 1925. Sur ce film, Wells attache une grande importance au réalisme des personnages ainsi qu'au respect de l'histoire originale. La principale modification est de transformer le personnage principal en un chien-loup. Wells désire jouer sur la dualité entre chien et loup pour rendre intéressant son personnage tout en affirmant que ça « n'altère pas l'essence de la légende de Balto ».
Balto sort le 22 décembre 1995 aux États-Unis. Le film raconte le parcours de ce chien-loup, rejeté de la ville de Nome, qui va partir à la recherche du traîneau transportant le sérum anti-diphtérique perdu dans le froid de l'Alaska. Le film est moyennement bien reçu par la presse aux États-Unis avec 50 % de critiques positives sur douze votes. Roger Ebert lui attribue un 3/4, affirmant que « c'est un film pour enfants, simplement dit, avec beaucoup d'excitation et de caractère. » Stephen Holden, critique pour le New York Times, décrit « une histoire rafraîchissante, sans prétention, qui se distingue de la plupart des longs-métrages d'animation. » À l'inverse la critique Susan Wloszczyna, pour l'USA Today, juge « pâteuse » l'histoire d'amour entre les deux personnages principaux et critique fortement la piètre qualité de jeu des acteurs des voix originales. Le film souffre de la concurrence de Toy Story de Disney avec Pixar, dans les salles depuis un mois aux États-Unis, et ne récolte que onze millions de dollars au niveau national. Considéré comme un nouvel échec en salles, le film va bénéficier d'un engouement important de la part du public lors de sa sortie en vidéo, jusqu'à recevoir un statut de film culte dans le milieu de l'animation traditionnelle.
Après ce troisième échec pour Amblimation, le studio ferme ses portes en 1997. Wells, comme beaucoup d'animateurs et salariés, est transféré au sein de DreamWorks SKG, compagnie basée à Los Angeles fondée par Steven Spielberg, David Geffen et Jeffrey Katzenberg. Dès janvier 1995, il avait annoncé son intention de déménager aux États-Unis du fait de la délocalisation d'Amblimation dans le quartier d'Hollywood.

### Arrivée chez DreamWorks (1995-2001)
Alors qu'il travaille sur Balto, Simon Wells est nommé réalisateur du Prince d'Égypte avec Brenda Chapman et Steve Hickner pour le futur studio DreamWorks SKG. Il est le plus expérimenté des trois en matière de réalisation. Simon Wells s'implique beaucoup dans les premières productions de DreamWorks Animation. Il fait partie de l'équipe des storyboardeurs du premier film de cette division, Fourmiz réalisé par Eric Darnell et Tim Johnson.
Sur la conception du Prince d'Égypte, Jeffrey Katzenberg conseille aux réalisateurs de s'inspirer de Gustave Doré, de David Lean avec son film Lawrence d'Arabie, et de Claude Monet,. Les Dix Commandements constitue également une référence pour les réalisateurs. Lorsqu'on leur annonce le projet, Wells et ses confrères sont conscients de la difficulté du chantier, qui est une adaptation de la Bible et plus précisément du livre de l'Exode. De plus, Simon Wells n'est pas vraiment intéressé pour « mettre en image un dessin animé biblique et musical » et avoue qu'au départ, l'idée « ne [l'] emball[e] guère »,. La production du film dure quatre années avec un budget de soixante-quinze millions de dollars. Près de trois cent cinquante personnes travaillent avec les réalisateurs sur sa conception. Le britannique désire apporter une touche humoristique à l'histoire mais se ravise, la production étant contre cette idée. Pour ne pas choquer les différentes religions, l'équipe du film fait appel à divers spécialistes, notamment à des théologiens. En tout, ce sont sept cents personnes qui vont servir de consultants parmi lesquels le pasteur Jerry Falwell. L'un des choix scénaristiques importants est de se focaliser sur le personnage de Moïse à l'âge de dix huit-ans. Pour Wells, Moïse, à l'apogée de sa vie, est « ennuyeux » et il le considère comme une personne à laquelle on ne peut pas s'identifier. Wells évoque, à de nombreuses reprises avec Katzenberg, la question de la mort dans le film.
Pendant la production, Wells prête sa voix au personnage de Ramsès II, notamment pour certaines chansons. Par ailleurs, il est une des voix additionnelles sur une scène où il double un vieil homme. Il fait partie des personnes qui parviennent à convaincre Brenda Chapman de faire la voix chantée de Myriam. Pour le réalisateur, « Le Prince d'Égypte n'est pas un film innocent », citant le contexte de l'époque tendu entre les États-Unis et le Moyen-Orient au moment de la promotion du film. Toutefois, il affirme que sa dernière production « n'a rien d'un discours politique, pas plus que religieux. Il s'agissait pour nous de montrer la complexité des comportements humains ». Pour promouvoir le film, une tournée à travers plusieurs pays est programmée pour une durée de sept semaines. Elle commence au début du mois de novembre 1998 à Séoul en Corée du Sud puis passe par Hong Kong, Taïwan, Singapour, l'Australie ou encore la France. Wells fait partie de cette tournée promotionnelle en compagnie de Jeffrey Katzenberg, Val Kilmer, qui prête sa voix au personnage principal de Moïse et à celui de Dieu, Richard Chavez, le directeur artistique, ainsi que la productrice Sandra Rabins,.
Le Prince d'Égypte sort le 16 décembre 1998 en France et le 18 décembre 1998 aux États-Unis. C'est un succès critique. Le site Rotten Tomatoes affiche un score de 79 % de critiques positives sur un total de quatre-vingt-quatre critiques. Stephen Hunter, du Washington Post, félicite l'équipe du film pour l'adaptation du livre de l'Exode, élevant le personnage de Moïse au rang de héros, ainsi que la qualité des comédiens. Lisa Alspector, écrivant pour le Chicago Reader, qualifie les effets spéciaux de magnifiques. Toutefois, elle apporte un bémol concernant certains passages de l'histoire et notamment sur le thème de l'esclavage, montré de façon complexe alors que le film a été conçu pour un public large. Le journal français Libération, sous la plume de Michel Roudevitch, pense « [qu']on peut apporter son mouchoir, et même amener ses enfants, mais sans
grand risque de rire aux larmes ». Pierre Murat, pour Télérama, n'est pas convaincu par le film, dont il critique la musique et qu'il trouve « aussi bien-pensant, mais moins kitsch, donc nettement plus ennuyeux que l’ineffable Dix Commandements ». Le film rapporte plus de 218 millions de dollars dont 101 millions aux États-Unis.
Après le succès du Prince d'Égypte, Wells se voit proposer la réalisation de films portant sur la religion. En février 1999, il est engagé comme réalisateur sur le projet d'une suite de Casper, produit par Amblin Entertainment,. Ce film doit lui permettre de faire ses débuts à la réalisation d'un film en prises de vues réelles. Il commence à travailler sur l'histoire avec une équipe de scénaristes,. Néanmoins, le projet est annulé par Amblin à cause des mauvais résultats des deux suites, Casper, l'apprenti fantôme et Casper et Wendy, sorties directement en vidéo, et par l'hésitation de Christina Ricci à reprendre son rôle de Kathleen Harvey,. Selon Wells, le sentiment général était que si cette suite n'offrait pas un scénario extraordinaire, il ne servait à rien de la tourner.
En novembre 1999, il est nommé, avec Brenda Chapman et Steve Hickner, pour Le Prince d'Égypte dans la catégorie « Meilleure réalisation pour une production cinématographique » au cours de la vingt-septième cérémonie des Annie Awards. Ils perdent face à Brad Bird et Le Géant de fer. La même année, le film remporte le Critics' Choice Movie Award du meilleur film d'animation ex-æquo avec 1 001 Pattes de John Lasseter et Andrew Stanton. Ensuite, Simon Wells travaille, en coulisses, sur l'histoire du film Chicken Run de Peter Lord et Nick Park ainsi que comme storyboardeur assistant sur La Route d'Eldorado, réalisé par Don Paul et Éric Bergeron. Il fait partie des personnes remerciées par l'équipe de Shrek d'Andrew Adamson et Vicky Jenson en 2001,.

### Premier long-métrage en capture réelle et continuité avec DreamWorks (2002-2008)
En 1999, Steven Spielberg annonce qu'il réalisera une seconde adaptation du roman La Machine à explorer le temps d'H. G. Wells. La famille de Simon Wells se réjouit de le voir participer à l'aventure, alors même qu'ils n'ont plus de droits sur le film puisque ceux-ci ont été vendus quarante ans auparavant. Le réalisateur sait que Spielberg ne réalisera finalement pas le film et rencontre Jeffrey Katzenberg pour lui demander s'il peut être nommé à ce poste. En juillet 2000, il entre officiellement en négociation avec DreamWorks SKG pour le réaliser. Wells rencontre Walter F. Parkes, producteur du film, et Laurie MacDonald, productrice déléguée, mais ils ne sont pas convaincus par son approche. Parkes et MacDonald ne veulent pas d'un réalisateur qui n'a jamais dirigé un film avec des acteurs et « désirent trouver quelqu'un qui sait ce qu'ils [les deux producteurs] veulent ». Après avoir essuyé les refus de deux réalisateurs, Parkes et MacDonald reviennent auprès de Wells, acceptent ses idées pour la production du film, et lui donnent leurs accords. Wells affirme qu'au moment où il signe son contrat pour diriger ce film, les différentes ébauches scénaristiques se démarquent déjà fortement de l'ouvrage original.
Le budget est évalué à quatre-vingt millions de dollars. Wells ne désire pas faire une adaptation littérale car « [ce] ne serait pas faire un film très divertissant » ; le roman de son arrière-grand-père est « assez déprimant » ou encore « assez sombre » selon lui,. Il cite le personnage principal qui est « perdu et diminué » avec ses voyages dans le temps ou encore le contexte désolant de certaines parties de l'histoire. Il juge ces éléments incompatibles avec un film d'aventures hollywoodien,. Le tournage débute en février 2001. Celui-ci se révèle difficile pour Wells,. S'il n'a aucun souci au niveau de la pré-production ou encore de la post-production, qu'il juge assez similaire à ce qu'il a connu dans le cinéma d'animation, il a beaucoup plus de soucis en ce qui concerne le tournage et le travail sur le plateau. En juillet 2001, il confie que « Le processus physique, la prise de vue, le travail avec les acteurs, travailler dans les contraintes physiques du processus de prise de vue [ont été] difficiles ». D'ailleurs, il avoue qu'il n'arrive pas à corriger des incohérences dans l'histoire au moment du tournage. Spielberg aide l'équipe de production et propose certaines idées au niveau de l'histoire.

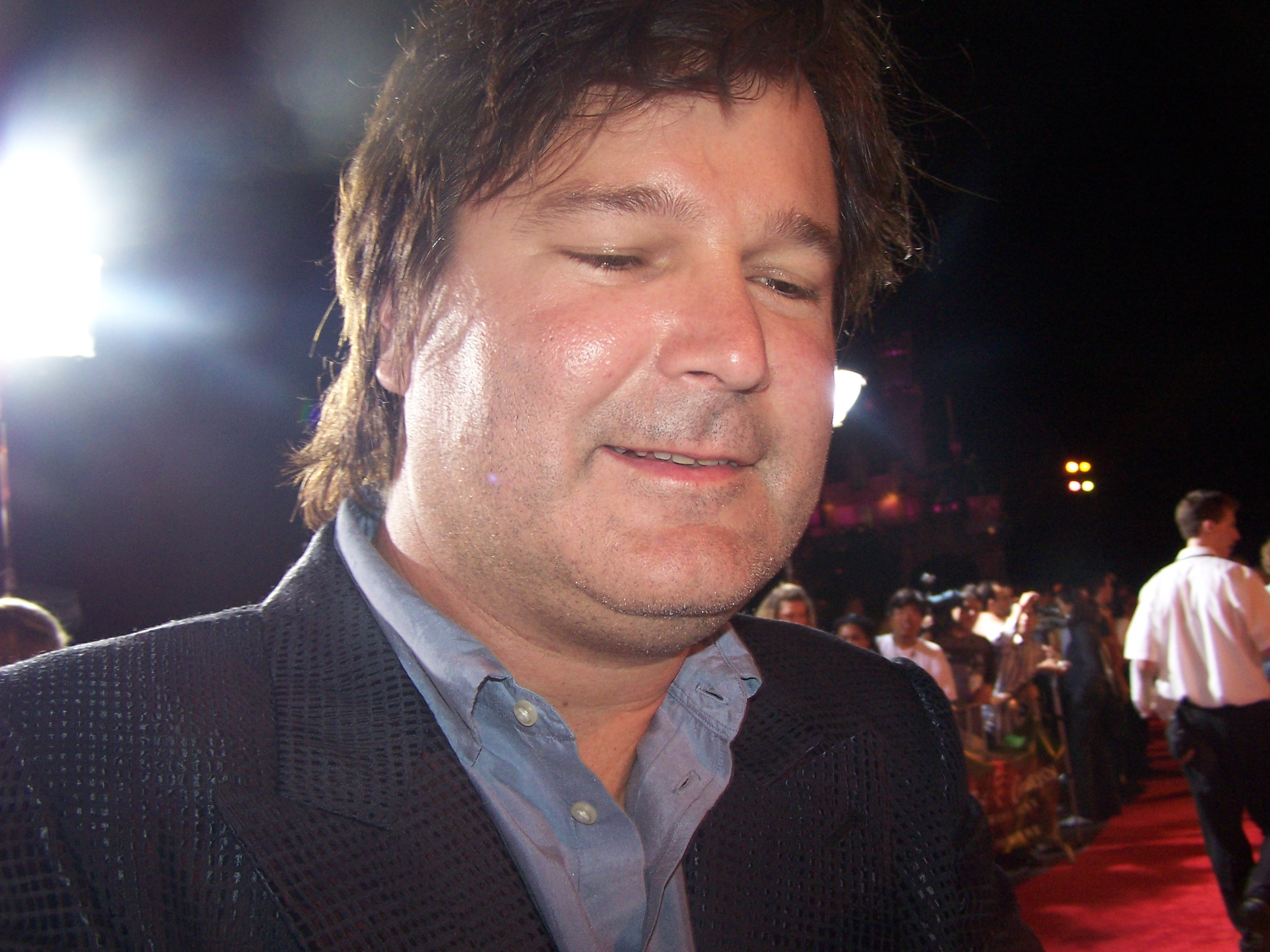
Après le départ de Simon Wells pour raisons de santé, Gore Verbinski (ici en 2004) assure les derniers jours du tournage de La machine à explorer le temps.

Au mois de mai 2001, Simon Wells est victime d'un malaise selon Keith Williams dans son ouvrage H.G. Wells, Modernity and the Movies. Le réalisateur déclare, dans une interview de 2002, qu'il subit une attaque de panique. Il contacte le producteur David Valdes pour l'informer qu'il ne se sent plus apte à poursuivre la réalisation, abandonnant le projet. Alors qu'il reste dix-jours de tournage, il est écarté pour raisons médicales,. DreamWorks déclare, dans un communiqué, que le réalisateur est épuisé, victime plus précisément d'une « extrême fatigue », et que Gore Verbinski le remplace pour les derniers jours de production,. Walter F. Parkes se préoccupe avant tout de la santé de Wells et est heureux de la reprise du projet par Verbinski. En 2002, Wells déclare que la production de La Machine à explorer le temps « [l']a presque tué ».
En parallèle de la production du métrage, il travaille avec les animateurs de Spirit, l'étalon des plaines, réalisé par Kelly Asbury et Lorna Cook, ainsi qu'avec ceux de Sinbad : La Légende des sept mers de Patrick Gilmore et Tim Johnson. Sur ce dernier film, il imagine l'histoire de Sinbad sur l'Ile aux cyclopes, un court-métrage interactif avec le personnage principal. Il est nommé dans la catégorie « Meilleurs storyboards pour le cinéma », avec ses travaux sur Spirit lors de la trentième cérémonie des Annie Awards. Les trois nommés de cette catégorie ont tous travaillé sur ce film, mais c'est Ronnie del Carmen qui remporte le trophée.
Le film sort sur les écrans américains le 8 mars 2002 et est reçu de manière majoritairement négative par la presse. Le consensus du site Rotten Tomatoes, qui affiche un score de 29 % de critiques positives sur 150 avis de la presse, est que le film contient de superbes effets spéciaux modernes mais regrette qu'il passe d'« une histoire d'amour perdu à un [film d']action-thriller confus ». Roger Ebert critique les incohérences du scénario, la psychologie du personnage principal ainsi que certains choix artistiques. Il donne une note de 1,5/4. Charles Keller, fondateur de la section américaine de la H. G. Wells Society, est heureux de voir que l'œuvre de Wells reste dans l'imaginaire collectif, mais il se révèle déçu par l'adaptation et pense que quelque chose de plus grand aurait pu être fait sur ce film. Dix ans après la fin du tournage, Wells affirme que c'était un « grand film ridicule » et que le projet était trop gros pour ses débuts à la réalisation d'un film en prise de vues réelles.
Il retourne auprès de DreamWorks Animation à plein temps. Il est d'abord storyboardeur assistant sur Shrek 2 d'Andrew Adamson, Kelly Asbury et Conrad Vernon ainsi que sur Gang de requins d'un trio composé d’Éric Bergeron, Vicky Jenson et Rob Letterman. Il travaille également sur les effets spéciaux du Pôle express de Robert Zemeckis. Il est nommé une nouvelle fois dans la catégorie « Meilleurs storyboards pour le cinéma » aux Annie Awards 2006 pour ses storyboards sur Souris City, mais doit s'incliner pour la seconde fois, cette fois-ci face à Gary Graham pour Nos voisins, les hommes.
Il figure ensuite dans l'équipe des animateurs de Madagascar, d'Eric Darnell et Tom McGrath, et de Shrek le troisième réalisé par Raman Hui et Chris Miller. Enfin, Wells est nommé superviseur des scènes d'actions de Kung Fu Panda de John Stevenson et Mark Osborne.

### Écriture et réalisation deMilo sur Mars(2007-2011)
Après avoir réalisé La Machine à explorer le temps, Wells se consacre à l'écriture de scénario en compagnie de son épouse Wendy. Robert Zemeckis lui propose de réaliser un film en capture de mouvement, ce que le réalisateur accepte tout en demandant que son épouse participe à la production de l'œuvre,. Simon et Wendy Wells passent alors une année au sein d'une école d'écriture de scénario gérée par Zemeckis. Ils décident de réaliser une adaptation du livre pour enfant Mars Needs Moms! (littéralement « Mars a besoin de mamans ! ») écrit par Berkeley Breathed et commencent à plancher sur un scénario au mois d'octobre 2007,. Initialement, ils envisagent de réaliser un film pour jeunes enfants mais Zemeckis ne souhaite pas se restreindre à cette seule cible. Ils écrivent plusieurs versions du scénario avec différentes intrigues et directions mais le producteur leur reproche de partir trop dans les détails. Il demande que lui soit présentée une histoire en trois minutes comme s'ils désiraient convaincre un acteur de participer au projet. Zemeckis accepte finalement le scénario et Walt Disney Pictures donne son accord pour participer à la production,.
Milo sur Mars met trois ans à se réaliser. L'acteur principal du film, Seth Green, passe six semaines sur le tournage. Toutefois, possédant une voix incompatible avec son personnage d'enfant de neuf ans, ses répliques sont redoublées par un jeune comédien, Seth Dusky, âgé de onze ans. Un mois avant la fin de la production, Wells libère l'un de ses superviseurs chargé de l'animation car il a reçu une offre pour travailler sur un autre projet. Wells lui conseille alors d'accepter cette proposition : il a une famille à nourrir ainsi qu'une vie à mener. Le 12 mars 2010, Disney et ImageMovers annoncent la fermeture d'ImageMovers Digital, en janvier 2011 pour raisons économiques, dès la fin de la production de Milo sur Mars,. À l'annonce de cette nouvelle, Wells ne cache pas sa déception et salue le travail des personnes qui ont participé au film. Il fait un discours devant les salariés et animateurs de la société, rappelant qu'il a déjà connu une fermeture de studio d'animation et que celle-ci n'était pas due à la qualité des films produits mais à une décision administrative.
Le long-métrage sort le 11 mars 2011 aux États-Unis. Le film reçoit des critiques généralement négatives. Néanmoins Lisa Schwarzbaum, d'Entertainment Weekly, considère le film comme « visuellement magnifique » et se demande pourquoi les films en capture de mouvement n'ont pas plus de succès. Lael Loewenstein, pour Variety, compare la vision de Simon Wells a celle d'un « enfant aux yeux écarquillés d'émerveillement » et pense qu'il injecte de l'énergie à son œuvre. Elle ajoute que le film est « bien monté et réalisé intelligemment ». Elle note que si les parents n'y trouveront toutefois pas leur compte, cette production arrivera à égayer l’intérêt des jeunes garçons.
Kirk Honeycutt, du Hollywood Reporter, est du même avis mais souligne surtout que les adolescents n'arriveront pas à se reconnaître dans ce film. Même si le critique affirme que la technique de capture de mouvement s'est améliorée par rapport au Drôle de Noël de Scrooge de Zemeckis, il pointe du doigt les nombreuses incohérences du long-métrage et le fait que le film n'a pas réussi à construire une histoire convaincante. Dans le Boston Globe, Tom Russo reproche surtout à Wells de ne pas avoir réussi à transmettre l'émotion du livre sur grand écran et de passer à côté de la réflexion sur l'absence d'une mère pour un enfant. Enfin, selon Lou Lumenick, du New York Post, ce qu'il y a de mieux dans ce film est son titre ; il voit dans Milo sur Mars un « sous-entendu misogyne », dénonce la laideur de la capture de mouvement et trouve l'histoire très compliquée pour un jeune public. D'autres critiques américains déplorent également l'utilisation de cette technique ainsi que le fait de faire jouer à Seth Rogen le rôle d'un enfant de neuf ans.
Sur le plan financier, Milo sur Mars est une véritable catastrophe. Avec un budget évalué à près de 150 millions de dollars, il ne parvient à en récolter qu'un peu moins de trente-neuf millions. Ces pertes, estimées à plus de 111 millions de dollars, font de Milo sur Mars l'un des plus gros échecs de l'histoire du cinéma ainsi que de Disney,. Cette déroute financière entraîne l'annulation du remake de Yellow Submarine par Disney. En août 2011, Simon Wells déclare qu'il est toujours en bonne relation avec les responsables de Disney et notamment Sean Bailey. Il avoue qu'au vu des résultats décevants de Milo sur Mars, il sera difficile pour lui de réaliser un nouveau film pour ce studio.

### Retour à DreamWorks et développement de projets (depuis 2011)
Après avoir réalisé Milo sur Mars, Wells retourne à DreamWorks SKG, avec la confiance de Jeffrey Katzenberg, et retrouve le même bureau qu'il avait quitté pour réaliser son film pour Disney. Il continue d'écrire et de travailler sur des storyboards pour différents projets de DreamWorks Animation,. Il fait partie de l'équipe des animateurs pour Kung Fu Panda 2 de Jennifer Yuh Nelson ainsi que sur Les Croods de Kirk DeMicco et Chris Sanders.
Il garde également contact avec Robert Zemeckis, lui envoyant, en 2011, un scénario qu'il a écrit pour une possible future production tout en recherchant par ailleurs de nouveaux travaux. En mai 2015, Wells est annoncé à la réalisation et l'écriture, en compagnie de son épouse, d'un film intitulé The Dandy Roll devant être produit par Luke Jones et Simon Kelton. À la fin de l'année 2016, il est annoncé comme réalisateur d'un film familial, Save the Cat, produit par Eclectic Pictures. Le scénariste Kyle Cooper, ayant travaillé sur plusieurs films de cette société de production, affirme qu'il travaille sur plusieurs projets pour Simon Wells, Donald Petrie et Dennis Dugan.

## Vie privée
Simon Wells est marié à Wendy depuis 1988. Ils ont deux filles, Meredith et Teagan, et résident à Los Angeles.

## Filmographie

### En tant que réalisateur
- 1991 : Fievel au Far West (An American Tail: Fievel Goes West) avec Phil Nibbelink
- 1993 : Les Quatre Dinosaures et le Cirque magique (We're Back ! A Dinosaur's Story) avec Phil Nibbelink, Ralph Zondag et Dick Zondag
- 1995 : Balto
- 1998 : Le Prince d'Égypte (The Prince of Egypt) avec Brenda Chapman et Steve Hickner
- 2002 : La Machine à explorer le temps (The Time Machine)
- 2011 : Milo sur Mars (Mars Needs Moms)

### En tant que scénariste
- 2003 : Sinbad sur l'Île aux cyclopes (Sinbad and the Cyclops Island) de Patrick Gilmore (Histoire interactive) co-auteur de l’histoire avec Jennifer Yuh Nelson, John Stevenson et Patrick Gilmore
- 2011 : Milo sur Mars (Mars Needs Moms) scénariste avec Wendy Wells

### En tant questoryboardeur
- 1988 : Qui veut la peau de Roger Rabbit (Who Framed Roger Rabbit) de Robert Zemeckis (Superviseur de l'animation)
- 1989 : Retour vers le futur 2 (Back to the Future Part II) de Robert Zemeckis
- 1990 : Retour vers le futur 3 (Back to the Future Part III) de Robert Zemeckis
- 1998 : Fourmiz d'Eric Darnell et Tim Johnson
- 2000 : Chicken Run de Nick Park et Peter Lord
- 2000 : La Route d'Eldorado d'Éric Bergeron et Don Paul
- 2002 : Spirit, l'étalon des plaines (Spirit: Stallion of the Cimarron) de Kelly Asbury et Lorna Cook
- 2003 : Sinbad : La Légende des sept mers (Sinbad: Legend of the Seven Seas) de Patrick Gilmore et Tim Johnson
- 2004 : Shrek 2 d'Andrew Adamson, Kelly Asbury et Conrad Vernon
- 2004 : Gang de requins (Shark Tale) d'Éric Bergeron, Vicky Jenson et Rob Letterman
- 2004 : Le Pôle express (The Polar Express) de Robert Zemeckis (également comme consultant sur les effets visuels)
- 2005 : Madagascar d'Eric Darnell et Tom McGrath
- 2006 : Souris City (Flushed Away) de David Bowers et Sam Fell
- 2007 : Shrek le troisième (Shrek the Third) de Raman Hui et Chris Miller
- 2008 : Kung Fu Panda de Mark Osborne et John Stevenson (également superviseur des séquences d'action)
- 2011 : Kung Fu Panda 2 de Jennifer Yuh Nelson
- 2013 : Les Croods (The Croods) de Kirk DeMicco et Chris Sanders

## Distinctions
- 27e cérémonie des Annie Awards : « Meilleure réalisation pour une production cinématographique » pour Le Prince d'Égypte (avec Brenda Chapman et Steve Hickner)
- Annie Awards 2003 (en) : « Meilleurs storyboards pour une production cinématographique » pour Spirit, l'étalon des plaines
- Annie Awards 2007 (en) : « Meilleurs storyboards pour une production cinématographique » pour Souris City

## Box-office
| Film                                              | Budget        | États-Unis    | France             | Monde         |
| ------------------------------------------------- | ------------- | ------------- | ------------------ | ------------- |
| Fievel au Far West (1991)                         | NC            | 22 166 041 $  | 129 684 entrées    | 40 766 041 $  |
| Les Quatre Dinosaures et le Cirque magique (1993) | NC            | 9 317 021 $   | NC                 | NC            |
| Balto (1995)                                      | NC            | 11 348 324 $  | 91 035 entrées     | NC            |
| Le Prince d'Égypte (1998)                         | 70 000 000 $  | 101 413 188 $ | 3 941 989 entrées  | 218 613 188 $ |
| La Machine à explorer le temps (2002)             | 80 000 000 $  | 56 832 494 $  | 422 398 entrées    | 123 729 176 $ |
| Milo sur Mars (2011)                              | 150 000 000 $ | 21 392 758 $  | Directement en DVD | 38 992 758 $  |

- Légendes : Budget (entre 1 et 10 M$, entre 10 et 100 M$ et plus de 100 M$), États-Unis (entre 1 et 50 M$, entre 50 et 100 M$ et plus de 100 M$), France (entre 100 000 et 1 M d'entrées, entre 1 et 2 M d'entrées et plus de 2 M d'entrées) et monde (entre 1 et 100 M$, entre 100 et 200 M$ et plus de 200 M$).